# King Molasses
King Molasses es un drag king y performer nigeriano-estadounidense, ganador del título de Mejor Drag King en los DC Drag Awards en 2022 y 2023. A lo largo de su carrera ha aparecido en programas de televisión como Good Morning America y periódicos como The Washington Post.

## Primeros años
Molasses creció y pasó su infancia en Nigeria, formando parte de una familia conservadora que le inculcó la cultura nacional, lo que hizo que reprimiera su identidad durante esta etapa por miedo.

## Carrera
Para Molasses el drag es una forma de arte utilizada para navegar a través de las emociones y los traumas de aquél que lo práctica.

Es una forma en que vivimos, es una forma en que lloramos y es una forma en que nos relacionamos unos con otros. No soy un drag king porque quiera ser un hombre o quiera presentarme de una manera masculina o fuertemente condicionada; soy un king porque cuando vi actuar a los drag kings por primera vez, me sentí conectado.

En diciembre de 2022 fue uno de los siete artistas involucrados en un acto benéfico para recaudar fondos para los trabajadores del Club Q en Colorado Springs, tras el tiroteo sufrido en dicho local el mes anterior, en el que murieron 5 personas.
En febrero de 2023 formó parte del documental de Vox Drag kings, explained by drag kings, que trataba de dar a conocer la historia y la cultura drag king a una audiencia general. El 30 de septiembre de ese mismo año formó parte de un evento drag formado exclusivamente por artistas con discapacidad.
John Hernandez, periodista para Bear World Magazine incluyó a Molasses en la lista "¡8 drag kings que nos hacen caer de rodillas!", en la que también se encontraban artistas como Murray Hill o Landon Cider. Fue también incluido por C. J. Nelson en la lista de "Drag kings negros que debes conocer", para 21Ninety. El drag king estadounidense Tenderoni nombró a King Molasses como su performer favorito en el momento.
En 2025 compitió en el programa de telerrealidad de drag kings King of Drag, el primero de su tipo en Estados Unidos, convirtiéndose además en el ganador de la primera temporada.

## Premios y nominaciones
| Año  | Premios        | Categoría       | Resultado |
| ---- | -------------- | --------------- | --------- |
| 2022 | DC Drag Awards | Mejor Drag King | Ganador   |
| 2023 | DC Drag Awards | Mejor Drag King | Ganador   |

## Vida personal
Molasses es una persona de género no binario, y actualmente reside en Washington D. C..